# Ficus tarennifolia
Ficus tarennifolia är en mullbärsväxtart som beskrevs av Edred John Henry Corner. Ficus tarennifolia ingår i släktet fikonsläktet, och familjen mullbärsväxter. Inga underarter finns listade i Catalogue of Life.